# Заворки
Заворки — село в Ачинском районе Красноярского края России. Входит в состав Ключинского сельсовета. 

## География
Площадь села составляет 1,118 км². Село находится на расстоянии 23 км к югу от города Ачинск, административного центра района. Рядом с деревней протекает река Большой Улуй. Главная улица - Таёжная, другие улицы - 1-й переулок.

## Население
| 1989 | 2002 | 2010 | 2024 |
| ---- | ---- | ---- | ---- |
| 121  | ↘54  | ↗67  | ↗82  |

### Гендерный состав
По данным Всероссийской переписи населения 2010 года, в селе проживало 67 человек (34 мужчины и 33 женщины).

## Транспорт
В село можно приехать на междугороднем ачинском автобусном маршруте 223. Через Заворки проходит железная дорога. Ранее на ней была пассажирская станция, сейчас она непассажирская.